# 1922년 월드 시리즈
1922년 월드 시리즈(1922 World Series)는 제19회 월드 시리즈로, 1922년 메이저 리그 베이스볼 시즌을 치른 내셔널 리그 우승팀 뉴욕 자이언츠와 아메리칸 리그 우승팀 뉴욕 양키스 간의 승부로 치러졌다. 이해를 기점으로 월드 시리즈는 7전 4선승제로 형식으로 굳어졌고, 뉴욕 자이언츠가 5차전(1무승부 포함)까지 가는 승부 끝에 뉴욕 양키스를 꺾고 정상의 자리에 올랐다. 1921년 월드 시리즈와 마찬가지로 두 구단 모두 폴로 그라운즈를 홈구장으로 사용했기 때문에, 시리즈 전 경기가 폴로 그라운즈에서 치러졌다. 이 시리즈 당시에 뉴욕 양키스의 새로운 홈구장이 될 양키 스타디움이 건설 중이었고, 다음해 뉴욕 양키스가 홈구장을 그곳으로 옮겼기 때문에, 이 시리즈는 뉴욕 양키스가 홈팀으로서 폴로 그라운즈를 사용한 마지막 시리즈이기도 했으며, 다음해 월드 시리즈에서 뉴욕을 연고지로 한 두 팀은 다시 마주치게 된다.
뉴욕 양키스의 베이브 루스는 시리즈 내내 타율 .118에 한 개의 타점만을 기록하며 상대 투수진에 철저히 봉쇄당했고, 뉴욕 자이언츠는 논란이 있었던 2차전 무승부를 제외하고는 매 경기 충분한 득점을 올리며 승리를 가져갔다. 2차전은 일몰로 인해 경기 종료가 선언되었으나, 당시 해가 아직 지지 않았기 때문에 경기를 몇 이닝 더 진행할 수 있었다고 보는 의견이 우세했다. 이에 양 팀 중 한 팀 이상이 관중 수입을 늘리기 위해 일부러 무승부를 용인했을 수 있다는 의혹이 제기되기도 했다. 케네소 마운틴 랜디스 커미셔너 또한 이러한 결과에 불만을 드러냈는데, 전해지는 이야기에 따르면 힐더브랜드 심판에게 랜디스 커미셔너가 “도대체 왜 경기를 끝낸 거요?”라고 묻자 심판이 “구장에 일시적올 안개가 껴 있었기 때문입니다.”라고 답했다고 한다. 경기를 중단할지 여부는 심판의 권한이었지만, 입장 수익은 커미셔너 사무국이 관리하고 있었다. 결국 랜디스 커미셔너는 12만 달러가 넘는 입장 수익을 제1차 세계 대전과 관련된 자선 단체에 기부하도록 지시하여 부정행위 가능성을 무력화시켰다. 1922년 시리즈의 무승부 경기는 월드 시리즈 역사상 세 번째이자 마지막 무승부 경기로 남았으며, 이전의 무승부 경기는 1907년과 1912년에 있었다. 이후 경기가 동점일 경우 중단 후 추후 재개할 수 있도록 규정이 변경되면서, 2008년 월드 시리즈 5차전과 같이 무승부는 더 이상 발생하지 않게 되었다.
2024년을 기준으로 1922년 월드 시리즈는 뉴욕/샌프란시스코 자이언츠가 홈에서 월드 시리즈 우승을 차지한 마지막 시리즈이며, 이후의 다섯 차례 우승은 모두 원정 경기에서 경험했다. 이 시리즈는 존 맥그로 감독의 세 번째이자 마지막 월드 시리즈 우승이기도 했다.

## 시리즈 요약
| 경기 | 날짜     | 결과                                      | 구장          | 경기 시간 | 관중 수 |
| ---- | -------- | ----------------------------------------- | ------------- | --------- | ------- |
| 1    | 10월 4일 | 뉴욕 양키스 – 2, 뉴욕 자이언츠 – 3        | 폴로 그라운즈 | 2:08      | 36,514  |
| 2    | 10월 5일 | 뉴욕 자이언츠 – 3, 뉴욕 양키스 – 3 (10회) | 폴로 그라운즈 | 2:40      | 37,020  |
| 3    | 10월 6일 | 뉴욕 양키스 – 0, 뉴욕 자이언츠 – 3        | 폴로 그라운즈 | 1:48      | 37,630  |
| 4    | 10월 7일 | 뉴욕 자이언츠 – 4, 뉴욕 양키스 – 3        | 폴로 그라운즈 | 1:41      | 36,242  |
| 5    | 10월 8일 | 뉴욕 양키스 – 3, 뉴욕 자이언츠 – 5        | 폴로 그라운즈 | 2:00      | 38,551  |

## 경기 결과

### 1차전

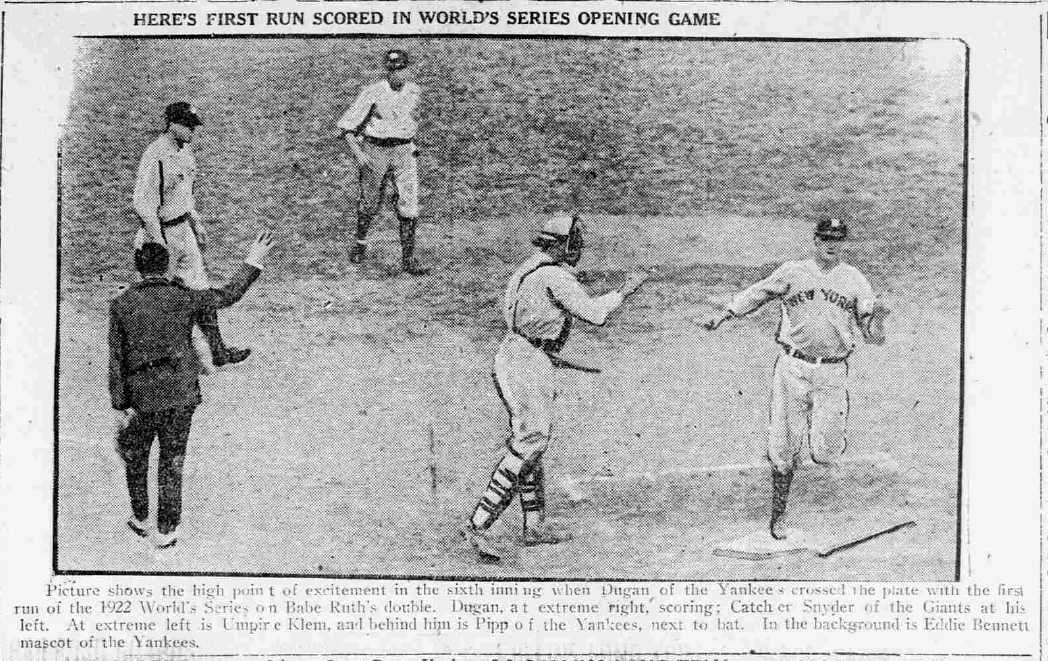
양 팀의 시리즈 첫 득점을 기록하는 조 듀간

1921년 10월 4일 수요일, 뉴욕주 맨해튼 폴로 그라운즈
| 팀                                                         | 1 | 2 | 3 | 4 | 5 | 6 | 7 | 8 | 9 | R | H  | E |
| 뉴욕 (AL)                                                  | 0 | 0 | 0 | 0 | 0 | 1 | 1 | 0 | 0 | 2 | 7  | 0 |
| 뉴욕 (NL)                                                  | 0 | 0 | 0 | 0 | 0 | 0 | 0 | 3 | X | 3 | 11 | 3 |
| 승리 투수: 로지 라이언 (1–0) 패전 투수: 불릿 조 부시 (0–1) |   |   |   |   |   |   |   |   |   |   |    |   |

### 2차전
1921년 10월 5일 목요일, 뉴욕주 맨해튼 폴로 그라운즈
| 팀                                                                      | 1 | 2 | 3 | 4 | 5 | 6 | 7 | 8 | 9 | 10 | R | H | E |
| 뉴욕 (NL)                                                               | 3 | 0 | 0 | 0 | 0 | 0 | 0 | 0 | 0 | 0  | 3 | 8 | 1 |
| 뉴욕 (AL)                                                               | 1 | 0 | 0 | 1 | 0 | 0 | 0 | 1 | 0 | 0  | 3 | 8 | 0 |
| 승리 투수: 패전 투수: 홈런: NYG – 아이리시 뮤젤 (1) NYY – 에런 워드 (1) |   |   |   |   |   |   |   |   |   |    |   |   |   |

### 3차전
1921년 10월 6일 금요일, 뉴욕주 맨해튼 폴로 그라운즈
| 팀                                                      | 1 | 2 | 3 | 4 | 5 | 6 | 7 | 8 | 9 | R | H  | E |
| 뉴욕 (AL)                                               | 0 | 0 | 0 | 0 | 0 | 0 | 0 | 0 | 0 | 0 | 4  | 1 |
| 뉴욕 (NL)                                               | 0 | 0 | 2 | 0 | 0 | 0 | 1 | 0 | X | 3 | 12 | 1 |
| 승리 투수: 잭 스콧 (1–0) 패전 투수: 웨이트 호이트 (0–1) |   |   |   |   |   |   |   |   |   |   |    |   |

### 4차전

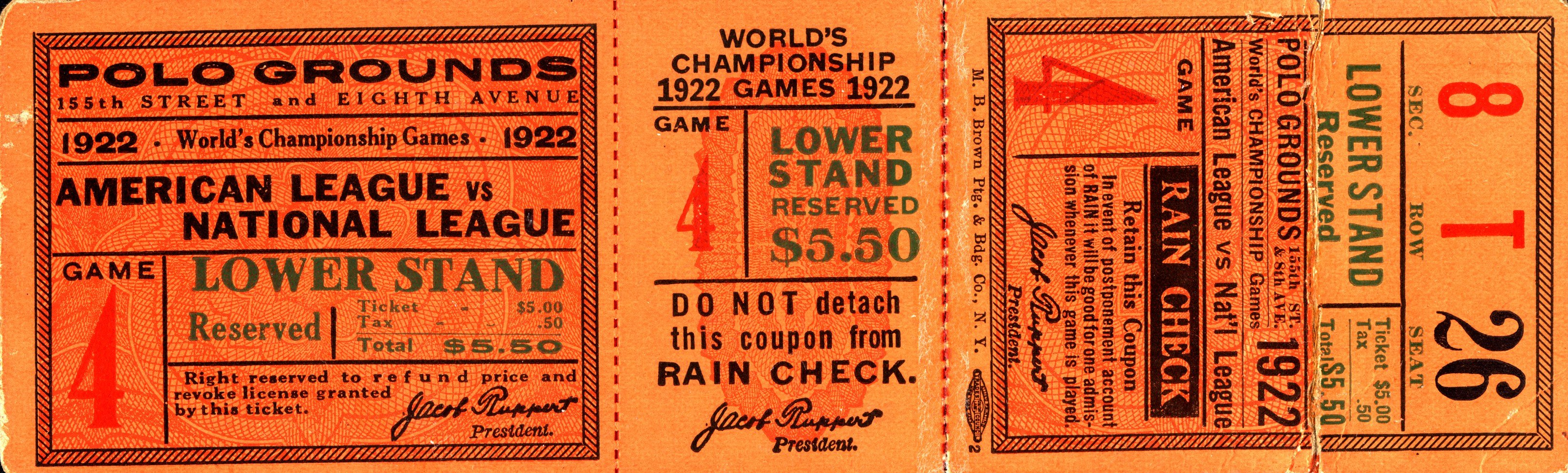
폴로 그라운즈에서 치러진 4차전의 티켓

1921년 10월 7일 토요일, 뉴욕주 맨해튼 폴로 그라운즈
| 팀                                                                              | 1 | 2 | 3 | 4 | 5 | 6 | 7 | 8 | 9 | R | H | E |
| 뉴욕 (NL)                                                                       | 0 | 0 | 0 | 0 | 4 | 0 | 0 | 0 | 0 | 4 | 9 | 1 |
| 뉴욕 (AL)                                                                       | 2 | 0 | 0 | 0 | 0 | 0 | 1 | 0 | 0 | 3 | 8 | 0 |
| 승리 투수: 휴 맥퀼런 (1–0) 패전 투수: 칼 메이스 (0–1) 홈런: NYY – 에런 워드 (2) |   |   |   |   |   |   |   |   |   |   |   |   |

### 5차전
1921년 10월 8일 일요일, 뉴욕주 맨해튼 폴로 그라운즈
| 팀                                                       | 1 | 2 | 3 | 4 | 5 | 6 | 7 | 8 | 9 | R | H  | E |
| 뉴욕 (AL)                                                | 1 | 0 | 0 | 0 | 1 | 0 | 1 | 0 | 0 | 3 | 5  | 0 |
| 뉴욕 (NL)                                                | 0 | 2 | 0 | 0 | 0 | 0 | 0 | 3 | X | 5 | 10 | 0 |
| 승리 투수: 아트 네프 (1–0) 패전 투수: 불릿 조 부시 (0–2) |   |   |   |   |   |   |   |   |   |   |    |   |

## 참고 문헌
- Cohen, Richard M.; Neft, David S. (1990). 《The World Series: Complete Play-By-Play of Every Game, 1903–1989》. New York: St. Martin's Press. 93–96쪽. ISBN 0-312-03960-3.
- Reichler, Joseph (1982). 《The Baseball Encyclopedia》 5판. Macmillan Publishing. 2130쪽. ISBN 0-02-579010-2.